# Veneroides
Els veneroides (Veneroida) són un ordre de mol·luscs bivalves. Inclouen formes familiars com les cloïsses, escopinyes, el musclo tigre (Dreissena polymorpha). Són generalment de valves gruixudes i simètriques, i són bivalves isomiàris o homomiàris (és a dir, els seus músculs adductors són d'igual grandària).
Les espècies poden ser sèssils o reptants. Tendeixen a ser filtradores d'aliments, alimentant-se a través de parells de sifons, amb una característica estructura branquial adaptada a aquesta manera de vida.

## Classificació
- Superfamília Veneroidea (veneroïdeus)
  - Petricolidae
  - Veneridae
- Superfamília Astartoidea
  - Astartidae
- Superfamília Corbiculoidea
  - Corbiculidae
  - Sphaeriidae
- Superfamília Tellinoidea (tel·linoïdeus)
  - Donacidae
  - Psammobiidae
  - Semelidae
  - Tellinidae
- Superfamília Arcticoidea
  - Arcticidae
- Superfamília Cardioidea
  - Cardiidae (els cardítids)
  - Tridacnidae
- Superfamília Dreissenoidea (de vegades inclosa a l'ordre Myida)[1]
  - Dreissenidae
- Superfamília Galeommatoidea
  - Galeommatidae
  - Lasaeidae
  - Kelliidae
- Superfamília Glossoidea
  - Glossidae
  - Vesicomyidae
- Superfamília Lucinoidea
  - Cyrenoididae
  - Fimbriidae
  - Lucinidae
  - Thyasiridae
  - Ungulinidae
- Superfamília Mactroidea
  - Mactridae (els mactrids)
- Superfamília Solenoidea (els solènids)
  - Pharidae
  - Solenidae
- Superfamília Carditoidea
  - Carditidae
- Superfamília Gastrochaenoidea
  - Gastrochaenidae
- Superfamília Cyamioidea
  - Sportellidae
- Superfamília Chamoidea
  - Chamidae
- Superfamília Crassatelloidea
  - Crassatellidae